# Senoculus
Senoculus là một chi nhện trong họ Senoculidae. Các loài phân bố ở Trung Mỹ và Nam Mỹ.

## Loài
- Senoculus albidus (F. O. P-Cambridge, 1897) (Brazil)
- Senoculus barroanus Chickering, 1941 (Panama)
- Senoculus bucolicus Chickering, 1941 (Panama)
- Senoculus cambridgei Mello-Leitão, 1927 (Brazil)
- Senoculus canaliculatus F. O. P.-Cambridge, 1902 (Mexico to Panama)
- Senoculus carminatus Mello-Leitão, 1927 (Brazil)
- Senoculus darwini (Holmberg, 1883) (Argentina)
- Senoculus fimbriatus Mello-Leitão, 1927 (Brazil)
- Senoculus gracilis (Keyserling, 1879) (Guyana to Argentina)
- Senoculus guianensis Caporiacco, 1947 (Guyana)
- Senoculus iricolor (Simon, 1880) (Brazil)
- Senoculus maronicus Taczanowski, 1872 (Guyane thuộc Pháp)
- Senoculus minutus Mello-Leitão, 1927 (Brazil)
- Senoculus monastoides (O. P.-Cambridge, 1873) (Brazil)
- Senoculus nigropurpureus Mello-Leitão, 1927 (Paraguay)
- Senoculus penicillatus Mello-Leitão, 1927 (Trinidad, Brazil, Paraguay)
- Senoculus planus Mello-Leitão, 1927 (Brazil)
- Senoculus plumosus (Simon, 1880) (Brazil)
- Senoculus prolatus (O. P.-Cambridge, 1896) (Mexico, Guatemala)
- Senoculus proximus Mello-Leitão, 1927 (Brazil)
- Senoculus purpureus (Simon, 1880) (Panama to Argentina)
- Senoculus robustus Chickering, 1941 (Panama)
- Senoculus rubicundus Chickering, 1953 (Panama)
- Senoculus rubromaculatus Keyserling, 1879 (Peru)
- Senoculus ruficapillus (Simon, 1880) (Brazil)
- Senoculus scalarum Schiapelli & Gerschman, 1958 (Argentina)
- Senoculus silvaticus Chickering, 1941 (Panama)
- Senoculus tigrinus Chickering, 1941 (Panama)
- Senoculus uncatus Mello-Leitão, 1927 (Brazil)
- Senoculus wiedenmeyeri Schenkel, 1953 (Venezuela)
- Senoculus zeteki Chickering, 1953 (Panama)